# Chrysonotomyia froudei
Chrysonotomyia froudei is een vliesvleugelig insect uit de familie Eulophidae. De wetenschappelijke naam is voor het eerst geldig gepubliceerd in 1922 door Alexandre Arsène Girault als Neochrysocharella froudei.